# مرادآباد (مقاطعة فهرج)
مرادآباد (بالفارسية: مرادآباد) هي قرية تقع في ناحية نغين كوير في إيران. يقدر عدد سكانها بـ 79 نسمة .